# اورت ۱۶۹۱
سیارک ۱۶۹۱ (به انگلیسی: 1691 Oort، نامگذاری:1956RB) هزار و ششصد و نود و یکمین سیارک کشف شده‌است که در ۹ سپتامبر ۱۹۵۶ و در هایدلبرگ کشف شد.
قدر مطلق سیارک برابر ۱۰٫۹۵ است.